# Perła (telenowela)
Perła (hiszp. Perla) – meksykańska telenowela produkcji TV Azteca. W rolach głównych wystąpili Silvia Navarro i Leonardo García. Jest to remake serialu Czarna perła. Piosenkę przewodnią „Prohibido” śpiewa Octavio Cruz.

## Wersja polska
W Polsce telenowela była emitowana w Zone Romantica. Opracowaniem wersji polskiej zajęło się Studio Company. Autorem tekstu była Olga Krysiak: Lektorem serialu był Marek Lelek.

## Fabuła
Perła razem ze swoją najlepszą przyjaciółką Julietą są wychowankami internatu dla dziewcząt. Julieta pochodzi z bogatej rodziny kierującej jednym z najważniejszych koncernów farmaceutycznych – Juvenile. Obie zakochują się w przystojnym Robercie. On wykorzystuje Julietę, która zachodzi w ciążę. Julieta rodzi syna. Julieta i Perła jadą do rodziny Juliety, ale dochodzi do wypadku samochodowego, w którym ginie Julieta, tuż przed śmiercią zobowiązuje Perłę, aby wychowała jej syna jak swego. Perła złożyła obietnicę, pragnie też zemsty na Robercie. W szpitalu po wypadku została wzięta za Julietę i postanowiła pozostać w tejże roli. Perła podając się jako Julieta, staje się kierownikiem firmy Juvenile. Roberto jest dziedzicem innego koncernu farmaceutycznego firmy prowadzonej przez Perłę.

## Obsada
- Silvia Navarro – Perła/Julieta Santiago (wszystkie 228 odcinków)[1]
- Leonardo García – Luis Roberto Valderrama (228)
- Gabriela Hassel – Rosenda Santiago (228)
- Gina Romand – Mercedes de Santiago (228)
- Fernando del Solar – Daniel Altamirano (79)
- Andrés García Jr – Alberto „Junior” Valderrama (3)
- Paloma Woolrich – Eugenia Martinez Kaufman (3)
- Jorge Lavat – César (3)
- Rodolfo Arias – Pablo (3)
- Roberto Medina – Octavio (3)
- Irma Infante – Patricia (3)
- Miguel Couturier – Alberto (3)
- Mauricio Ferrari – Enrique (3)
- Vanessa Acosta – Gina Valderrama (3)
- Carmen Areu – Otilia Santiago (3)
- Rodrigo Cachero – Alexis Santiago (3)
- José Ramón Escoriza – Felipe Legarreta (3)
- Karla Llanos – Julieta Santiago Sanchez (3)
- Cristina Alatorre – Jazmín (3)
- Gerardo Acuña – Bernardo (3)
- Simone Victoria – Toña (3)
- Víctor González – Hugo (3)
- Eugenio Montessoro – Julio Alcántara (3)
- Lucía Muñoz – Adriana (3)
- Sergio Mayer – Neonato (3)
- Karla Rico (1)
- María Rebeca – Matilde (?)
- Michelle Barquín – Enfermera (?)
- Roberto Carrera – Hector (?)
- Ninel Conde (?)
- Martín Cuburu – Benares (?)